# Pa Sang
Pa Sang (Thai: ป่าซาง) is een tambon in amphoe (district) Mae Chan in Thailand. De tambon had in 2005 13.039 inwoners en bestaat uit 15 mubans.